# Pris ske dig, Herre
Pris ske dig, Herre är en psalm av Lina Sandell från 1877, en översättning av samma Joachim Neander-psalm som Herren, vår Gud, är en konung i makt och i ära. Melodin är densamma som till nyssnämnda psalm i 9/4 och F-dur, nedtecknad i Stralsund av Neander 1655.

## Publicerad i
- Sionstoner 1889 som nr 575 under rubriken "Inledningssånger".
- Svenska Missionsförbundets sångbok 1920 som nr 5 under rubriken "Guds härlighet".
- Lova Herren 1988 som nr 9 under rubriken "Guds majestät och härlighet".